# Карп'юк Василь Іванович
Василь Іванович Карп'юк (* 7 червня 1988, Брустури, Косівський район, Івано-Франківська область) — український поет, прозаїк, дитячий письменник та видавець.

## Творчість
Видані книжки:
• «Мотлох» (вибрані твори, в-во «Смолоскип», 2010);   
• «Brustury» (поезія, в-во «Типовіт», 2011); 
• «За руку з черепахою» (поезія для дітей, в-во «Фонтан казок», 2014); 
• «Ще літо, але вже все зрозуміло» (есе, «Видавництво Старого Лева», 2016); 
• «Глінтвейн дорогою на Говерлу» (поезія, в-во «Discursus», 2017);
• «Олекса Довбуш. Таємниця Сили» (пригодницька книжка для дітей, в-во «Discursus», 2020); 
• «Олекса Довбуш. Лігво Арідника» (пригодницька книжка для дітей, в-во «Discursus», 2021);
• «Незвичайне Різдво у Карпатах» (пригодницька книжка для дітей, в-во «Свічадо», 2022);
• «Олекса Довбуш. Кров опиря» (пригодницька книжка для дітей, в-во «Discursus», 2023);
• «Довбуш. Гідність або забуття» (історичний роман (новелізація), в-во «КСД», 2023);
• «Повільні танці» (коротка проза, в-во «Discursus», 2024);
• «Чудернацька карпатська історія» (пригодницька книжка для дітей, в-во «Брустури», 2024).
Співавтор у колективних видання:
• «Листи з України / Listy z Ukrainy / Letters of Ukraine», (в-во «Крок», 2016);
• «10 історій для хлопців» (оповідання, в-во «Видавництві Старого Лева», 2017);  
• «Антології молодої української поезії III тисячоліття» (поезія, в-во «А-ба-ба-га-ла-ма-га», 2018);  
• «Дорога до Різдва» (оповідання, в-во «Свічадо», 2021);  
• «Поезія без укриття» (поезія, в-во «Discursus», 2022);  
• «Не чіпай, то на свята» (оповідання, в-во «Фабула», 2024). 

## Аніматор літературного процесу
Співзасновник видавництва «Discursus», куратор видавничих проєктів, упорядник антологій, організатор та учасник літературних заходів.

## Відзнаки
• 2009 р. – премія видавництва «Смолоскип» за прозовий рукопис, який згодом увійшов у збірку вибраних творів «Мотлох»;   
• 2009 р. – лауреат українсько-німецької літературної Премії ім. О. Гончара за прозовий рукопис, який згодом увійшов у збірку вибраних творів «Мотлох»; 
• 2013 р. – лауреат івано-франківської міської Премії ім. Івана Франка за поетичну книжку «Brustury»; 
• 2015 р. – лауреат премії «Князь роси» імені Тараса Мельничука за поетичну книжку «Brustury»;
• 2017 р. – фіналіст всеукраїнського книжкового рейтингу «ЛітАкцент року – 2017» з поетичною книжкою «Глінтвейн дорогою на Говерлу»; 
• 2020 р. – книжка «Олекса Довбуш. Таємниця Сили» увійшла у короткий список рейтингу «Книжка року ‘2020» та до списку найкращих книжок 2020 р. за версією ПЕН;
• 2021 р. – книжка «Олекса Довбуш. Таємниця Сили» – фіналіст премії «Еспресо. Вибір читачів» (2021);
• 2024 р. – книжка «Повільні танці» зайняла другу позицію у номінації «КРАСНЕ ПИСЬМЕНСТВО» рейтингу «Книжка року ‘2024»;
• 2024 р. – книжка «Чудернацька карпатська історія» перемогла у номінації «ДИТЯЧЕ СВЯТО» (література для молодших школярів) рейтингу «Книжка року ‘2024»;
• 2024 р. – книжка «Чудернацька карпатська історія» перемогла у номінації «Художня проза для молодшого шкільного віку» у топі BaraBooka.